# Gabriela Martín Ávila
Gabriela Martín Ávila (Valencia, 1935), arqueóloga, su trayectoria y experiencia en el campo de la Arqueología le llevará a convertirse en una de las Pioneras de la Arqueología Valenciana.

## Trayectoria profesional.
Licenciada en Filosofía y Letras por la Universitat de València en 1962, año en el que presentó su Memoria de Licenciatura  con el título  “Terra sigillata de Sagunto”, bajo la dirección del profesor Miquel Tarradell i Mateu.  
En 1965 defendió su tesis doctoral Hemeroskopeion y Dianium, arqueología de Denia y Jávea - también bajo la dirección de Miquel Tarradell- pasando a ser la primera mujer doctorada por la Universitat de València a partir de una investigación de tema arqueológico. Dos años más tarde dirigió la excavación  de la Punta del Arenal (Xàbia, Valencia), convirtiéndose en la primera mujer al frente de la dirección de una excavación en el territorio valenciano.
Su formación académica internacional en las universidades de Perugia y Bordighera con el profesor Nino Lamboglia, hará que Gabriela Martín se especialice en cerámicas romanas y en la metodología de la excavación  estratigráfica, así como en arqueología subacuática, aprendizajes que compartió e introdujo en la docencia e investigación  valencianas, siendo prueba de ello sus trabajos sobre conjuntos cerámicos así como las prospecciones llevadas a cabo en Almenara, el Saler o Xàbia (Martin, 1996).
Desde 1970 ha desarrollado docencia e investigación en la Universidad Federal de Pernambuco (Recife, Brasil), en la que ha creado una sección de arqueología que edita semestralmente la revista Clío Arqueológica desde 1984. 
Desde 2006  es directora científica del Museo del Hombre Americano FUMDHAN, encargado de la investigación arqueológica del parque nacional de la Sierra de Capivara, en San Raimundo Nonato. A su vez, es profesora emérita de la Universidad Federal de Pernambuco.
Todas estas experiencias  hacen que a lo largo de su amplia carrera investigadora sus estudios hayan abordado con solvencia temas muy dispares, que van desde la arqueología romana hasta la prehistoria de Brasil, sobre la que el manual universitario del que es autora ha sido objeto de múltiples reediciones.

## Publicaciones destacadas
- MARTÍN, G. (1963): La terra sigillata en Sagunto (avance preliminar), VI Congreso Nacional de Arqueología, Zaragoza, 367‐374.
- MARTÍN,  G.  (1968):  La  supuesta  colonia  griega  de  Hemeroskopeion:  estudio arqueológico de la zona Denia‐jávea, PLAV 3, Valencia.
- MARTÍN,  G.  (1970): Dianium.  Arqueología  romana  de  Denia,  Institución  Alfonso  el Magnánimo, Diputación de Valencia, Valencia.
- MARTÍN, G. (1971): El problema de las lagunas de Almenara, Atti del III Congresso di Archeologia sottomarina, Bordighera, 91‐99.
- MARTÍN, G.; SALUDES,   (1966): Hallazgos arqueológicos submarinos en la zona de El Saler (Valencia), APL 11, 155‐169.
- MARTÍN, G.; SERRÉS, MaD.  (1970): La  factoría pesquera de Punta de l’Arenal y otros restos romanos de Jávea (Alicante), T.V. del SIP 38, Valencia.
- MARTÍN, G. (19993): Pré-história do Nordeste do Brasil, Editora Universitária UFPE, Recife.